# بوله شریف
بوله شریف (به انگلیسی: Bola Shareef) یک شهر در پاکستان است که در ناحیه خوشاب واقع شده‌است.